# Rio Marombas
O rio Marombas é um curso de água do estado  de Santa Catarina, no Brasil. 
Nasce cerca de 40km ao leste da cidade de São Cristóvão do Sul, correndo para oeste até receber as águas de seu principal afluente, o rio Correntes, próximo à cidade de Frei Rogério, quando então passa a correr para o sul, até desaguar no rio Canoas, do qual é um dos principais afluentes. 